# 布萊恩·薩拉戈薩
布萊恩·薩拉戈薩（Bryan Zaragoza Martínez，2001年9月9日—），是一名西班牙的職業足球運動員，司職翼鋒，現效力西甲球會切爾達 (拜仁慕尼黑外借)。

## 榮譽
格蘭納達
- 西班牙乙組足球聯賽: 2022–23

個人
- 西甲月度最佳U23球員: 2023年10月[1]

## 外部連結
- 布萊恩·薩拉戈薩在BDFutbol中的档案
- LaPreferente.com中的布萊恩·薩拉戈薩（西班牙語）
- Soccerway資料庫：布萊恩·薩拉戈薩